# Philodromus laricium
Philodromus laricium là một loài nhện trong họ Philodromidae.
Loài này thuộc chi Philodromus. Philodromus laricium được Eugène Simon miêu tả năm 1875.